# 洛阳高新技术产业开发区
洛阳高新技术产业开发区位于河南省洛阳市，是1992年经中国国务院批准建立的国家高新技术产业开发区，面积96平方公里，总人口12万人。
2001年，涧西区的孙旗屯乡交由高新区托管；2006年，原洛龙区的辛店镇交由高新区托管；2017年，洛龙区的丰李镇、涧西区的徐家营街道交由高新区托管。

## 经济情况
- 2014年洛阳高新技术产业开发区规模以上工业企业实现增加值51亿元，增速为15%；完成工业总产值183亿元，实现主营业务收入210亿元，实现利润总额12亿元。
- 2014年洛阳高新技术产业开发区实现地方公共财政预算收入7.1亿元，同比增长18.2%。完成城镇固定资产投资83亿元，同比增长28%[3]。